# Спартаковский переулок (Таганрог)
Спартаковский переулок — переулок в городе Таганроге Ростовской области.

## География
Спартаковский переулок находится в центральной исторической части города. Расположен между Петровской улицей и Октябрьской улицей Сквер, расположенный по Спартаковскому переулку, носит название сквера Героев подпольщиков.

## История
Ранее носил название Кампенгаузенский переулок, в честь градоначальника Таганрога Балтазара Балтазаровича Кампенгаузена (1805—1809).
В советское время часть Спартаковского переулка, между улицами Фрунзе и Октябрьской, называлась Комсомольской площадью. Именно на территории Спартаковского переулка было принято решение установить памятник, чтобы увековечить память о погибших героях. Вначале была заложена мемориальная плита.

## В переулке расположены
- ТУМ (бывший универмаг) — Спартаковский переулок, 1
- Таганрогская обувная фабрика
- Литературный музей А. П. Чехова (здание гимназии)

## Памятники
- Памятник Петру I — на пересечении с Петровской улицей (с 1903 по 1924)[4].
- Памятник таганрогским подпольщикам «Клятва юности» — перед зданием старой Чеховской гимназии[5]. Установка и создание памятника посвящены участникам Таганрогского подполья, которое действовало в 1941—1943 года. Авторами скульптурного монумента стали Владимир и Валентина Грачевы. Оформлением постамента и окружающих его элементов руководил архитектор Пантелеймонов. Высота монумента составила 4 метра, высота постамента — полметра[6].

## Достопримечательности
- Спартаковский переулок, 4 — строение XIX века, которое было в собственности дворянки Мавры Шарковой, затем оказалось в собственности изобретателя Ивана Васильевича Ситниченко[7].
- Спартаковский переулок, 6 — дом принадлежал Ивану Христофоровичу и его наследникам, в собственности которых дом был с 1870-х годов. В начале XX века собственником дома был Иван Яковлевич Древицкий, который владел флотилией пароходов на Азовском море, в составе которой было 11 пароходов. После смерти Древницкого дом стал собственностью крестьянина Федора Михайловича Онищенко, здание оценивалось в 10 тысяч рублей[8].
- Спартаковский переулок, 12 — здание не сохранилось[3].